# Перунович, Милош
Милош Перунович (серб. Милош Перуновић; род. 14 января 1984) — сербский шахматист, гроссмейстер (2004).
Чемпион Сербии и Черногории 2005 года. Чемпион Сербии 2007 года.
В составе сборной Югославии участник 3-х командных чемпионатов Европы до 18 лет (2000—2002). В 2001 году команда выиграла бронзовые медали.
В составе сборной Сербии и Черногории участник 36-й олимпиады (2004) в г. Кальвии и 2-х командных чемпионатов Европы (2003 и 2005).
В составе сборной Сербии участник 3-х Олимпиад (2008, 2012—2014) и 5-и командных чемпионатов Европы (2009—2017).
В составе команды города Нови-Сад бронзовый призёр 1-го чемпионата мира среди городов (2012) в г. Эль-Айне.
Участник Кубка мира 2015 года.

## Изменения рейтинга
| Графики недоступны из-за технических проблем. См. информацию на Фабрикаторе и на mediawiki.org. |